# Zmiana warty (film)
Zmiana warty – krótkometrażowy film animowany w reżyserii Haliny Bielińskiej i Włodzimierza Haupego z 1958 roku. Bohaterami tej animacji są zapałki i pudełka od zapałek. Film ukazuje rodzącą się miłość między Księżniczką i Wartownikiem.

## Nagrody
- 1959 – 1. nagroda w kategorii filmów krótkometrażowych za oryginalny pomysł (ex aequo z New York, New York Francisa Thompsona) na Międzynarodowym Festiwalu Filmowym w Cannes[1].
- 1959 – wyróżnienie specjalne na Międzynarodowym Festiwalu Filmowym w Mannheim.
- 1959 – dyplom honorowy, Nagroda Roy Thompsona na Międzynarodowym Festiwalu Filmowym w Edynburgu.